# Naturfolk
Naturfolk, folk vars kultur typiskt sett präglas av ett nära beroende till naturen och typiskt sett saknar egna  statsbildningar. Sådana folk livnär sig uteslutande eller så gott som uteslutande som jägare, samlare, boskapsskötare eller med hjälp av primitivt jordbruk, på många håll med hjälp av svedjebruk. 
Termen har ersatt det forna och mer nedvärderande uttrycket "primitiva stammar", som användes speciellt av europeiska upptäcktsresande och antropologer. Även de äldre uttrycken "vildar" och "ociviliserade" har av modern forskning visat sig vara missvisande i många fall. Den "motkolonialiseringsrörelse" som växte sig stark under mellankrigstiden och västvärldens förespråkare för naturfolkens rättigheter har argumenterat för att "vildar" och "civiliserad" var ord myntade av kolonialismen i dess egensyfte och att kolonialismen själv var "vilt destruktiv".
För vissa naturfolk (exempelvis i Indien, Brasilien och Afrika) har den moderna vetenskapen och nya ekonomin inneburit nya konflikter genom till exempel "biopiratkopiering". Företag som framställer läkemedel har visat intresse och använt deras traditionella lärdom om preventiva preparat (medicinska substanser). Patent innehas av företagen, men ägandet i patenten är ojämnt fördelat mellan folken och företagen. Ett kontroversiellt fall av biopiratkopiering rapporterats från ett naturfolk som hade resistenta gener mot malaria och spetälska.